# Schizophyllaceae
Schizophyllaceae es una familia de hongos del orden Agaricales. La familia contiene dos géneros y siete especies.  Las especies causan pudrición blanca en las maderas duras. El miembro más común del género Schizophyllum es Schizophyllum commune, un hongo ampliamente distribuido. Se parece a un hongo ostra, pero es una quinta parte del tamaño.

## Géneros
Conitene los siguientes géneros:
- Auriculariopsis
- Schizophyllum